# Messe pour le temps présent
Les Jerks Électroniques de la Messe Pour Le Temps Présent (1967) é um álbum de Pierre Henry e Michel Colombier para balés coreografados por Maurice Béjart. Este álbum é considerado um ícone da música concreta e experimental.

## Conteúdo do álbum
Messe Pour Le Temps Présent traz quatro músicas distribuídas em 20 faixas.

### Messe Pour Le Temps Présent
- Prologue
- Psyché Rock
- Jericho Jerk
- Teen Tonic
- Too Fortiche

Duração: 12:38

### La Reine Verte
- Marche Du Jeune Homme La Reine et Les Insectes
- Rock Électronique

Duração: 12:37

### Le Voyage
- Le Couple
- Fluidité Et Mobilité D'un Larsen
- Divinités Paisibles

Duração: 26:28

### Variations Pour Une Porte Et Un Soupir
- Balancement
- Chant 1
- Éveil
- Chant 2
- Étirement
- Gestes
- Comptine
- Fiàvre 1
- Gymnastique
- Fiàvre 2

Duração: 16:29
O álbum tem duração total de 1:08:12.